# Альфред Кохановскі фон Корвінау
Альфред Кохановскі фон Корвінау (нім. Alfred Kochanowski von Korwinau; 18 квітня 1866, Чернівці — 30 листопада 1930, Відень) — австро-угорський штабний офіцер і воєначальник, фельдмаршал-лейтенант. 

## Біографія
Кохановський фон Корвінау Альфред народився в Чернівцях, Україна 18 квітня 1866 року, у родині  Адальберта Кохановскі, члена Касаційного та Імператорського суду. В 1883-1886 роках навчався в Терезіанській військовій академії в місті Вінер-Нойштадт, Австрія. Після закінчення її служив у 15-му піхотному полку. В 1890-1892 роках відвідував Військове училище у Відні, після закінчення якого був направлений на службу до Генерального штабу. Потім служив у штабі 25-ї піхотної бригади, розташованої у Відні, а в 1895 році був призначений начальником штабу 13-ї піхотної дивізії у Відні. З 1896 року викладав у Кадетському училищі в Гайнбурзі. В 1900 році направлений на службу до 95-го піхотного полку. З 1901 року викладав тактику та штабні операції у Військовому училищі. З 1908 року служив у 57-му піхотному полку. В 1909 році призначений начальником штабу 1-го корпусу, що базувався у Кракові, в 1914 році — командиром 91-ї бригади ландверу.
На початку Першої світової війни призначений начальником штабу 1-ї армії Віктора Данкля на Східному фронті. У 1914 році брав участь у битві під Красником, а потім — у боях під Любліном. Протягом травня 1915 року недовго обіймав посаду начальника штабу 3-ї армії, після чого повернувся на свою стару посаду начальника штабу 1-ї армії. У березні 1916 року призначений командиром 22-ї дивізії ландверу, з якою брав участь у Тірольському наступі. У грудні 1917 року переведений в експертну комісію Військового міністерства, яка займалася питаннями військової науки.
Після закінчення війни 1 січня 1919 року вийшов у відставку.
Помер 30 листопада 1930 року у віці 65 років у Відні.

## Звання
- Лейтенант (1886)
- Майор (1902)
- Оберстлейтенант (1906)
- Оберст (1909)
- Генерал-майор (травень 1914)
- Фельдмаршал-лейтенант (травень 1917)

## Нагороди
Отримав декілька нагород, серед яких:
- Ювілейна пам'ятна медаль 1898
- Хрест «За вислугу років» (Австрія)
- Ювілейний хрест
- Орден Залізної Корони 3-го класу